# Phyllotocus erythropterus
Phyllotocus erythropterus är en skalbaggsart som beskrevs av Blanchard 1850. Phyllotocus erythropterus ingår i släktet Phyllotocus och familjen Melolonthidae. Inga underarter finns listade i Catalogue of Life.